# Orville (Indre)
Orville é uma comuna francesa na região administrativa do Centro, no departamento de Indre. Estende-se por uma área de 9,35 km². Em 2010 a comuna tinha 141 habitantes (densidade: 15,1 hab./km²).